# Ardebil (provincie)

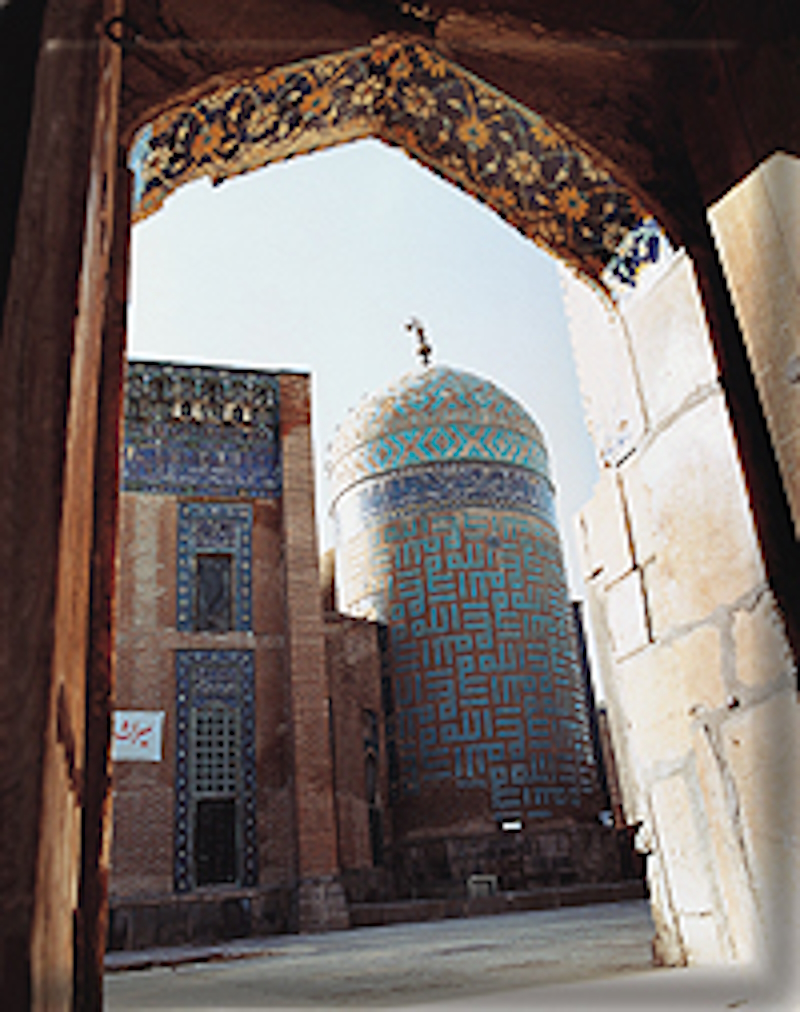
Graftombe van Sheikh Safi

Ardebil of Ardabil (Perzisch: استان اردبیل, Ostān-e Ardabil) is een van de 31 provincies van Iran. In de oudheid kwam de naam Artavil hier voor. De provincie is gelegen in het noordwesten van het land, grenzend aan de Republiek Azerbeidzjan en de provincies Oost-Azerbeidzjan, Zanjan en Gilan.
Ardebil is een van de door Azerbeidzjanen bewoonde provincies van Iran: samen met Oost- en West-Azerbeidzjan maakt het deel uit van de streek Iraans Azerbeidzjan. Het noordoosten van Ardebil is bewoond door de Talysh, een etnische groep de verwant is aan de Azerbeidzjanen.

## Indeling
In 1993 is Ardebil ontstaan uit de afsplitsing van het oostelijk deel van Oost-Azerbeidzjan en het noordelijk deel van Gilan.
De provincie Ardebil bestaat uit 9 districten of shahrestān: Ardebil, Bilasavar, Germi, Khalkhal, Kowsar, Meshginshahr, Namin, Nir en Parsabad.
De hoofdstad van deze provincie is de stad Ardebil.